# Zonaria (chi ốc biển)
Zonaria là một chi ốc biển, là động vật thân mềm chân bụng sống ở biển trong họ Cypraeidae, họ ốc sứ

## Các loài
Các loài thuộc chi Zonaria bao gồm:
- Zonaria picta (Gray, 1824)[2]
- Zonaria pyrum (Gmelin, 1791)[3]
- Zonaria zonaria (Gmelin, 1791)[4]